# Gerhard Stöck
Gerhard Stöck (28. června 1911 Trzcianka – 29. března 1985 Hamburk) byl německý atlet, olympijský vítěz v hodu oštěpem z roku 1936.

## Sportovní kariéra
Dvojnásobný olympijský medailista z roku 1936. V hodu oštěpem byl po čtyřech pokusech na pátém místě. V předposlední sérii dosáhl výkonu 71, 84 m a zvítězil. Ve vrhu koulí vybojoval bronzovou medaili. Na evropském šampionátu v Paříži v roce 1938 skončil v soutěži koulařů na druhém místě, mezi oštěpaři sedmý. Jde o několikanásobného mistra Německa v hodu oštěpem a medailistu ve vrhu koulí.